# Hamamelis
Hamamelis és un gènere de plantes amb flors dins la família Hamamelidaceae, amb tres espècies a Amèrica del Nord (H. ovalis, H. virginiana i H. vernalis), més una espècie al Japó (H. japonica) i una altra a la Xina (H. mollis). Tanmateix fins al Plistocè mitjà també ocupaven el nord-oest de la regió mediterrània incloent els Països Catalans

## Creixement
Són arbusts caducifolis i rarament arbrets que fan de 3 a 8 m d'alt, rarament 12 m. Les fulles estan disposades de forma alternada i són ovals. El nom del gènere, Hamamelis, significa "junt amb el fruit", referint-se al fet que les flors es presenten junt amb els fruits madurs de l'any anterior.

## Cultiu i usos
Són plantes ornamentals populars amb flors de color de groc a taronja que comencen a desenvolupar-se a la tardor i ho continuen fent durant l'hivern. L'escorça i les fulles són astringents i els seus extractes es fan servir en locions per a després de l'afaitat i en locions conra els efectes de les picades d'insectes. Les llavors contenen oli i són comestibles.